# Château de Lesnerac
Le château de Lesnerac est situé sur la commune de La Baule-Escoublac, dans le département de la Loire-Atlantique. Il contient également une chapelle privée et des dépendances.

## Description
Les écuries de la ferme sont plus récentes que le château puisqu'elles datent du XIXe siècle. Une des fenêtres du château arbore une coquille Saint-Jacques.
Un parc de jeux s'est installé en 2016 dans le parc du château ainsi qu'un practice de golf.

## Histoire
Le château actuel existe déjà partiellement en 1460, étant l’ancienne seigneurie de la famille Le Pennec. Il passe ensuite en la possession de la famille Lesnerac ; puis, le comte de Sesmaisons l'acquiert en 1818 et le conserve jusqu'en 1836, date de la vente au marquis de Monti. En effet, le 26 août 1818, une ordonnance royale le charge de boiser 628 hectares de l’étendue sableuse du domaine. Il s'agit du début du lotissement de la future station balnéaire de La Baule. Dans l'incapacité de réaliser ce projet, le comte vend les terres et quitte la région.
En 1844, Jean-Alexandre Cavoleau écrit : « le château de Lesnerac, dont l'aspect console de la vue des dunes, en même temps que ces dunes font trembler pour lui, était autrefois la seigneurie des deux prieurs d'Escoublac et de Saint-André-des-Eaux ». À son tour, le baron de Frénilly le décrit en 1908 : « Lesnérac, gros vieux château entouré de futaies qui seraient belles si le vent le permettait, est moitié élégant et rajeuni, moitié antique et confortable ».
Les propriétaires du château sont connus depuis le XIVe siècle :
- Robert de Lesnerac, 1388 ;
- Lancelot de Goyon, 1423 ;
- famille de L'Hopital, de 1433 à 1553 ;
- Poncet Du Drezeuc, de 1553 à 1560 ;
- Jean Du Drezeuc, 1560 ;
- Bonaventure du Drezeuc ;
- Françoise du Drezeuc, de 1580 à 1622 ;
- Gabriel Le Pennec, de 1624 à 1634 ;
- Jacques Le Pennec, de 1651 à 1705 ;
- Charles Le Pennec, 1690 ;
- Julie Le Pennec (1685-1749) et son époux, Charles Sesmaisons (1677-1730), marquis de Sesmaisons ;
- Claude François de Sesmaisons, lieutenant général des armées, 1755 ;
- Claude de Sesmaisons, comte de Sesmaisons, 1779 ;
- Donatien de Sesmaisons, 1804 ;
- Marquis de Monti, 1836 [achat] ;
- Baronne du Chesne de Denant, 1846 ;
- Marquis de Moulins de Rochefort, 1866-... [mariage ; partie ancienne] ;
- Jean-Yves Bonfils, 1999 [achat ; partie moderne].

Blasons de familles ayant possédé la châtellenie d’Escoublac (sélection)
Famille de Lesnerac.
Famille de Goüyon.
Famille de L'Hopital.
Famille du Drezeuc.
Famille de Sesmaisons.